# San José, Mazapa de Madero
San José är en ort i Mexiko.   Den ligger i kommunen Mazapa de Madero och delstaten Chiapas, i den sydöstra delen av landet, 900 km sydost om huvudstaden Mexico City. San José ligger 1 697 meter över havet och antalet invånare är 107.
Terrängen runt San José är kuperad söderut, men norrut är den bergig. Runt San José är det ganska tätbefolkat, med 96 invånare per kvadratkilometer. Närmaste större samhälle är Motozintla de Mendoza, 12,5 km väster om San José. I omgivningarna runt San José växer huvudsakligen savannskog.